# Maurizio Nicolosi
Maurizio Nicolosi (Catania, 13 maggio 1966) è un attore italiano.

## Biografia
Il suo primo lavoro per il cinema è del 1994, con un ruolo ne Le buttane diretto da Aurelio Grimaldi.
Due anni dopo prende parte a Nerolio, sotto la direzione dello stesso regista. Il 1996 è anche l'anno della sua partecipazione ne La lupa di Gabriele Lavia.
Il suo esordio come attore televisivo è segnato dalla partecipazione alla celebre produzione RAI La piovra, con Michele Placido, a partire dal 1997.
Nuovamente con Michele Placido partecipa al film Tra due mondi di Fabio Conversi e lo vediamo anche, nel ruolo di un maniscalco, in Vipera di Sergio Citti, con Harvey Keitel e Giancarlo Giannini.
Nel 2006 interpreta la parte del padre del protagonista in Salvatore – Questa è la vita (unico film prodotto in Italia dalla Buena Vista), poi ritorna a lavorare per le fiction poliziesche, in particolare per Il capo dei capi (nel 2007) e per Squadra antimafia – Palermo oggi (2009).
Al cinema riprende a recitare ne L’uomo di vetro (nel 2007) di Stefano Incerti, ne La bella società (nel 2010) di Gian Paolo Cugno e in L'Eremita di Al Festa (nel 2011).

## Filmografia
- Le buttane, regia di Aurelio Grimaldi (1994)
- Nerolio, regia di Aurelio Grimaldi (1996)
- La lupa, regia di Gabriele Lavia (1996)
- La piovra 8 - Lo scandalo, regia di Giacomo Battiato (1997)
- La piovra 9 - Il patto, regia di Giacomo Battiato - Miniserie TV (1998)
- I cento passi, regia di Marco Tullio Giordana (2000)
- Distretto di Polizia, regia Renato De Maria – serie TV, episodio 1x19 (2000)
- Tra due mondi, regia di Fabio Conversi (2002)
- Vipera, regia di Sergio Citti (2003)
- Amorfù, regia di Emanuela Piovano (2003)
- L'ariamara, regia di Mino Barbarese (2005)
- Black Ice - Pirati in rete, regia di Beppe Falagario (2005)
- Nicola, lì dove sorge il sole, regia di Vito Giuss Potenza (2006)
- Salvatore - Questa è la vita, regia di Gian Paolo Cugno (2006)
- L'uomo di vetro, regia di Stefano Incerti (2007)
- Il capo dei capi, regia di Alexis Sweet e Enzo Monteleone (2007)
- Squadra antimafia - Palermo oggi - serie TV, episodio 1X01 (2009)
- La bella società, regia di Gian Paolo Cugno (2010)
- L'imbroglio nel lenzuolo, regia di Alfonso Arau (2010)
- L'Eremita, regia di Al Festa (2011)
- Un caso di coscienza 5, regia di Luigi Perelli, episodio 5X02 (2013)
- L'ariamara 4, regia di Federico Saltarelli (2014)
- Quelli dell'ariamara, regia di Franco Salvia (2015)
- Metti la nonna in freezer, regia di Giancarlo Fontana e Giuseppe G. Stasi (2018)
- Il cacciatore – serie TV (2018)
- Picciridda - Con i piedi nella sabbia, regia di Paolo Licata (2020)
- Dog Days - Stray life, regia di Claudio Lisco (2021)
- Lupo Bianco, regia Tony Gangitano (2021)
- The Bad Guy, regia di Giancarlo Fontana e Giuseppe G. Stasi (2022-2024)